# Кастеллабате
Кастеллабате (итал. Castellabate) — коммуна в Италии, располагается в области Кампания, в провинции Салерно.
Население составляет 7892 человека (на 2004 г.), плотность населения составляет 221 чел./км². Занимает площадь 36 км². Почтовый индекс — 84048. Телефонный код — 0974.
Покровителями коммуны почитаются Пресвятая Богородица (Maria a Mare), празднование 15 августа, святой апостол и евангелист Марк, празднование 25 апреля, а также святой Констабилис. Праздник ежегодно празднуется 17 февраля.